# Janelle Mae Frayna
Janelle Mae Frayna est une joueuse d'échecs philippine née le 19 mai 1996, grand maître international féminin depuis 2017.
Au 1er août 2023. elle est la première joueuse philippine avec un classement Elo de 2 243 points.

## Biographie et carrière
Janelle Mae Frayna remporta le championnat des Philippines d'échecs en 2013, 2016 et 2021.
Elle est la première philippine à recevoir le titre de grand maître international féminin en 2017, après avoir obtenu la troisième norme lors de l'Olympiade d'échecs de 2016.
Elle a représenté les Philippines lors de cinq  olympiades d'échecs féminines de 2012 à 2022, marquant 7 points sur 11 au premier échiquier en 2016, 5,5/11 en 2018 et 6,5 points sur 9 en 2022.
En février 2023, elle finit cinquième ex æquo du championnat mixte des Philippines avec la moitié des points.